# Kushiro-shitsugen nationalpark
 Kushiro-shitsugen nationalpark (Kushiros våtmarker) är en nationalpark i den östra delen av Japans nordligaste ö, Hokkaido. Det är ett våtmarksområde vars miljö bildades när havsvattnet drog sig tillbaka för tusentals år sedan och lämnade torvmyrar, kluster av sjöar och den lugna Kushiro-floden som går i ett meanderlopp genom det. Denna vattniga livsmiljö lockar en mängd olika vilda djur, inklusive Japans mest ikoniska fågel, den utrotningshotade japanska tranan. Parkens vegetation består av vass, starr, våtmarker med torvmossa och snår av svartal.

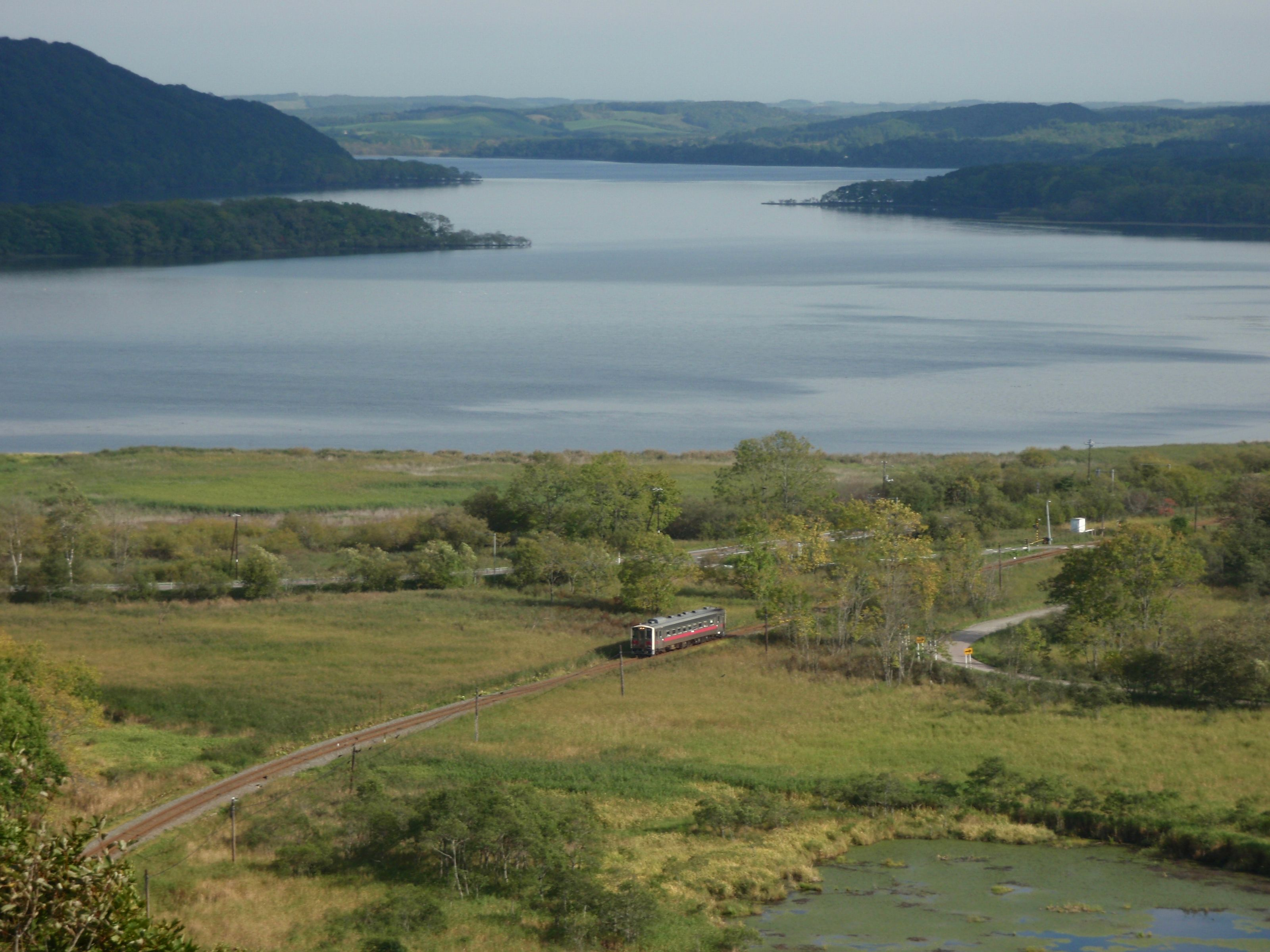
Tåg på Senmolinjen passerar genom våtmarksområdet.
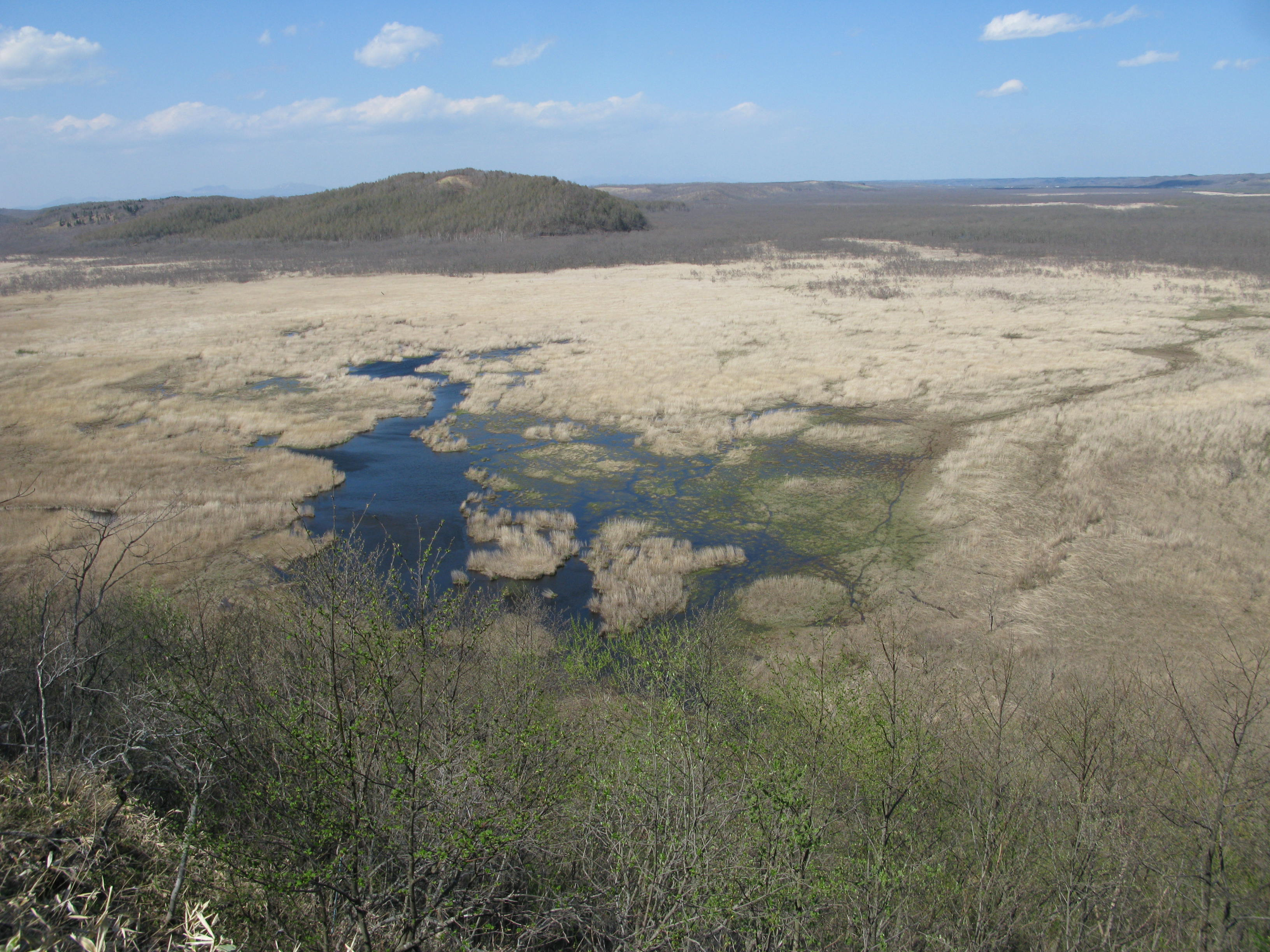
Kottaro-kärret i norra delen av nationalparken.